# Heinkel He 178
Die Heinkel He 178 war ein Versuchsflugzeug der Ernst Heinkel Flugzeugwerke. Es war das erste Flugzeug der Welt, das von einem Strahltriebwerk angetrieben wurde. Der Erstflug mit Strahlantrieb wurde am 27. August 1939, wenige Tage vor dem Beginn des Zweiten Weltkriegs, von Testpilot Erich Warsitz in Rostock-Marienehe durchgeführt. Er dauerte rund acht Minuten.

## Geschichte

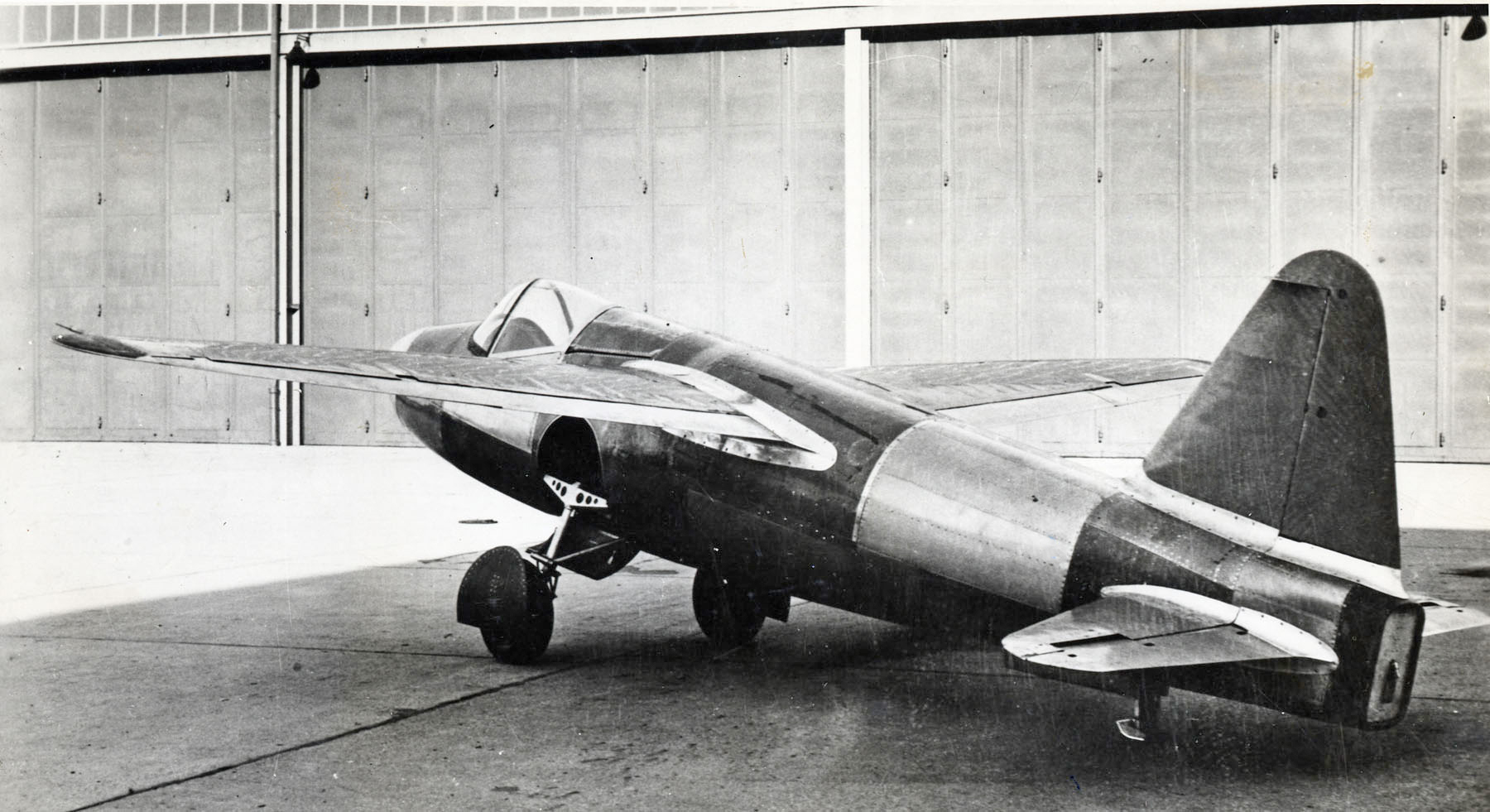
Bei der He 178 handelte es sich um ein sehr kleines Flugzeug

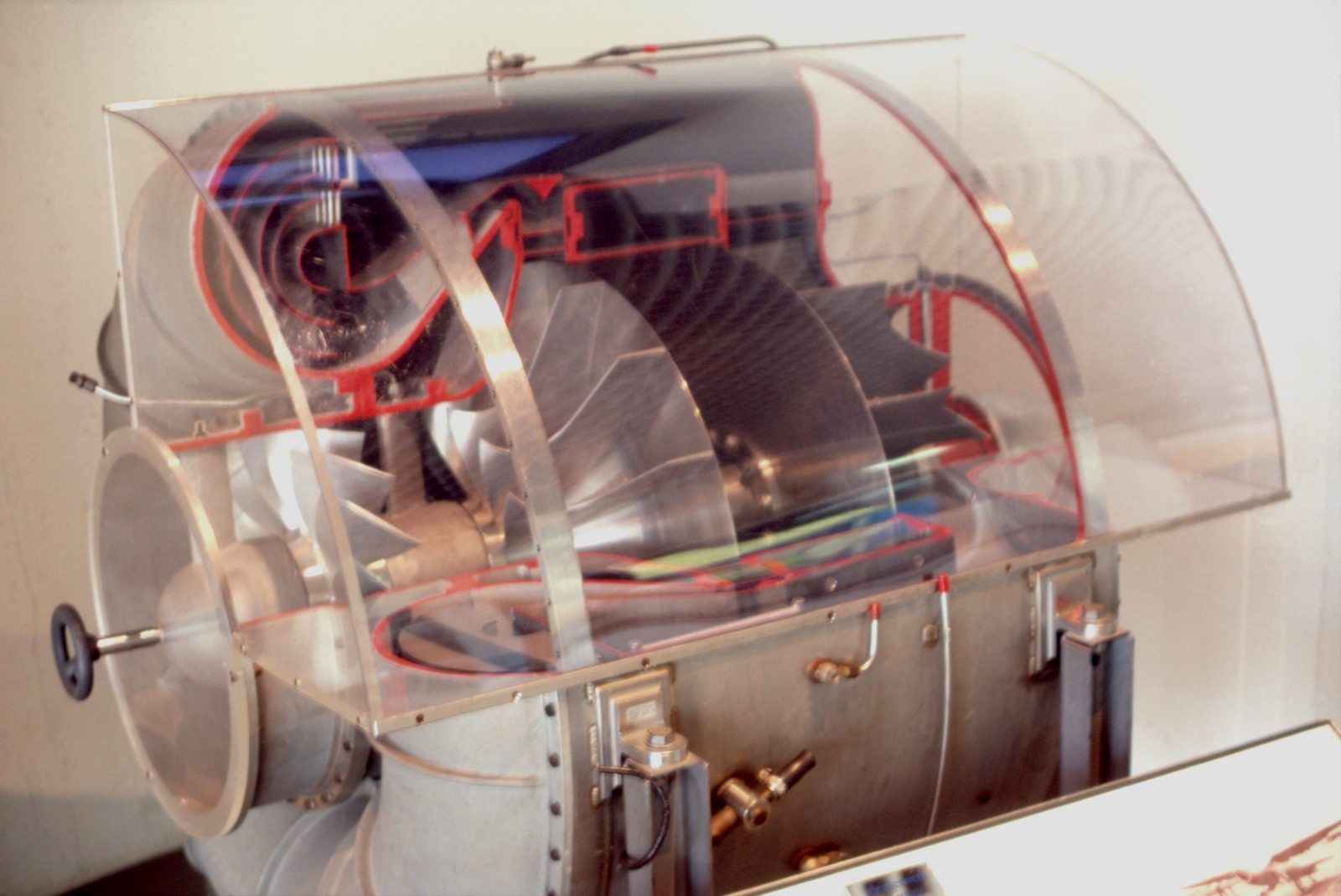
Das Turbojet-Triebwerk HeS 3, für dessen Flugerprobung die He 178 gebaut worden war (Schnittmodell im Deutschen Museum München)

### Entwicklung
Bei der Entwicklung der He 178 handelte es sich um ein rein privat finanziertes firmeneigenes Projekt der Heinkel Flugzeugwerke in Rostock-Marienehe, persönlich vorangetrieben von Ernst Heinkels Leidenschaft für die Entwicklung neuer Technologien für Hochgeschwindigkeits-Flugzeugantriebe.
Bereits ab 1936 hatte er dem Physiker Hans Joachim Pabst von Ohain die Ressourcen seines Betriebs zur Verfügung gestellt, nachdem dieser ihn vom Konzept seines Turbinenstrahlantriebs überzeugen konnte. Anfänglich war Ohains Triebwerksentwicklung von vielen Rückschlägen gekennzeichnet, die auch die Flugzeugwerke finanziell sehr belasteten. Nach einer langen Testphase hatte Ohain mit dem Triebwerk HeS 3 schließlich ein sicheres und zuverlässiges Aggregat geschaffen, das in die eigens dafür entwickelte He 178 eingebaut wurde.

### Konstruktion
Die He 178 war als einstrahliges Flugzeug ausgelegt. Das Flugzeug war ein Schulterdecker mit konventionellem Einziehfahrwerk. Damit ist die He 178 einer der wenigen Strahlflugzeugtypen mit Spornrad. Der Rumpf war in Schalenbauweise aus Duraluminiumblech hergestellt. Die Tragflächen bestanden aus Holz. Eine Asbestbeschichtung sollte die betroffenen Holzteile vor der Hitze des Triebwerkes schützen. Die Luft für das Triebwerk wurde durch eine große Öffnung im Rumpfbug eingesogen, durch einen Kanal unter der Pilotenkanzel in das rumpfmittig eingebaute Triebwerk geleitet und durch ein konisches Schubrohr am Heck ausgestoßen.

### Flugleistung
Obwohl beim ersten Flug nur eine relativ geringe Schubkraft erreicht wurde, erzielte die He 178 eine erhebliche Geschwindigkeitssteigerung im Vergleich zu herkömmlichen Flugzeugen mit Kolbentriebwerken. Das Reichsluftfahrtministerium (RLM) hatte jedoch keinerlei Interesse an einer Serienproduktion des schon wegen seiner geringen Reichweite für Einsatzzwecke ungeeigneten Flugzeuges und hatte unter der Bezeichnung He 180 (später als Heinkel He 280 realisiert) bereits vor dem Erstflug der He 178 die Entwicklung eines zweistrahligen Jagdflugzeuges angeordnet. Der Auftrag für einen Parallelentwurf ging an Messerschmitt.

## Technische Daten

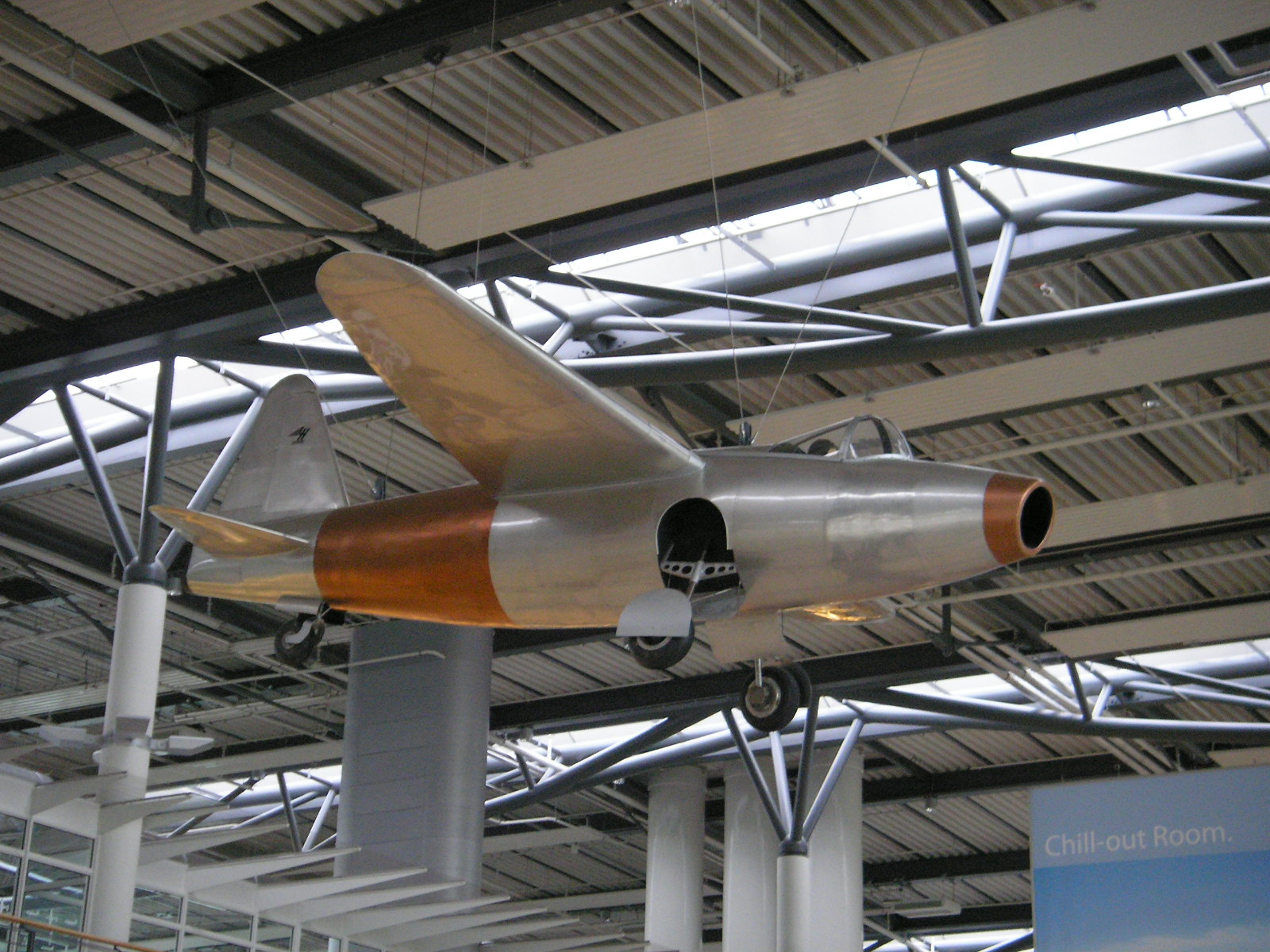
Nachbau der He 178 in Rostock-Laage

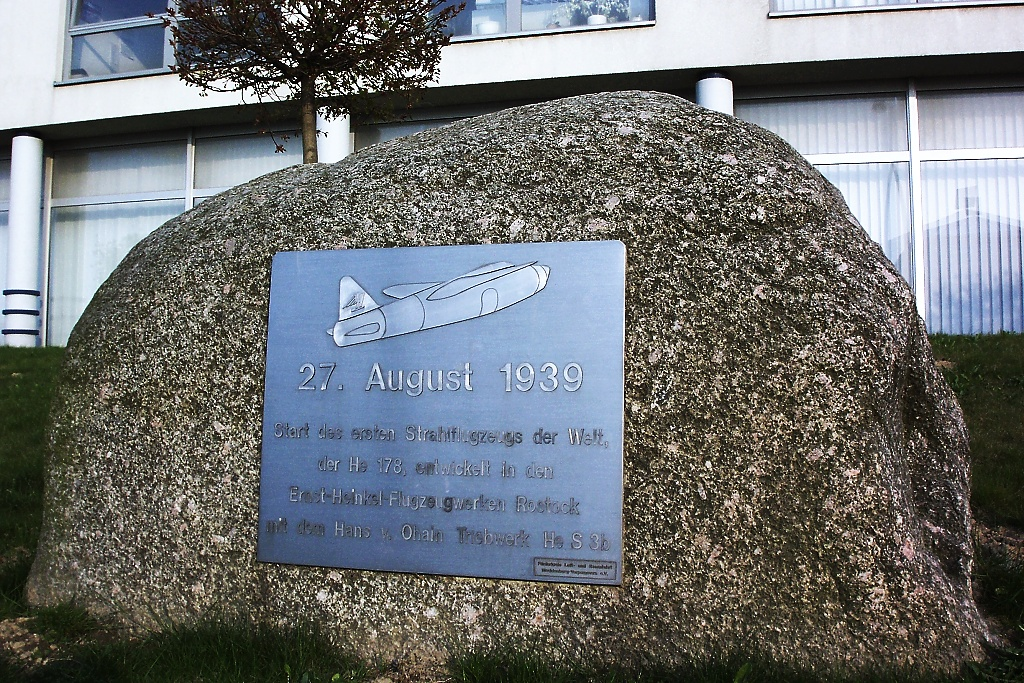
Gedenkstein in Rostock an den ersten Düsenflug der Welt

| Kenngröße             | Daten                            |
| --------------------- | -------------------------------- |
| Besatzung             | 1                                |
| Länge                 | 7,48 m                           |
| Spannweite            | 7,20 m                           |
| Höhe                  | 2,10 m                           |
| Flügelfläche          | 9,1 m²                           |
| Flügelstreckung       | 5,7                              |
| Leermasse             | 1620 kg                          |
| Startmasse            | 2000 kg                          |
| Höchstgeschwindigkeit | 700 km/h in Meereshöhe           |
| Reichweite            | 200 km (theoretisch)             |
| Flugzeit              | 8 min (erreicht)                 |
| Triebwerk             | ein HeS 3B mit 550 kp Standschub |

## Verbleib
Nach nur zwölf Testflügen erfolgte die Einstellung der Flugversuche. Bis zum Kriegsende befand sich das Flugzeug im Rostocker Werk, wo es durch einen Bombenangriff zerstört wurde. Ein zweiter Prototyp gelangte noch zur Fertigstellung, kam aber aufgrund des Desinteresses des RLM nicht mehr in die Flugerprobung.
Nachbauten der Heinkel He 178 befinden sich in der Ausstellung zur Geschichte der Luftfahrt im Terminal des Flughafens Rostock-Laage sowie im PhanTECHNIKUM Wismar.